# Ni2 Canis Majoris
Ni2 Canis Majoris o Nu2 Canis Majoris (ν2 CMa / 7 Canis Majoris / 7 CMa) es una estrella en la constelación del Can Mayor de magnitud aparente +4,53.
Sin nombre propio habitual, en astronomía china es conocida como 雞 (Yějī), cuyo significado es el «Gallo Salvaje», ya que marca el asterismo del mismo nombre.
Comparte la denominación de Bayer «Ni» con ν1 Canis Majoris y ν3 Canis Majoris, si bien no existe relación física entre ellas; mientras que Ni2 Canis Majoris se encuentra a 65 años luz del sistema solar, las otras dos estrellas están considerablemente más alejadas.

## Características
Antes catalogada como gigante naranja, hoy se considera a Ni2 Canis Majoris una subgigante de tipo espectral K1IV.
Tiene una temperatura efectiva de aproximadamente 4750 K y una metalicidad más elevada que la del Sol ([Fe/H] = +0,18). En cuanto a su tamaño, su diámetro —calculado a partir de su metalicidad, temperatura efectiva y magnitud absoluta— es 5,1 veces más grande que el del Sol; la medida directa de su diámetro angular considerando el oscurecimiento de limbo, 2,44 milisegundos de arco, conduce a un tamaño algo mayor de 6,8 diámetros solares.
Ni2 Canis Majoris rota lentamente, con una velocidad de rotación proyectada de 1,15 km/s. Tiene una masa aproximada de 1,3 masas solares y su edad se estima en 4170 ± 1320 millones de años.

## Sistema planetario
En 2011 se anunció el descubrimiento de un planeta extrasolar en órbita alrededor de Ni2 Canis Majoris.
Denominado 7 Canis Majoris b, es un planeta gigante cuyo período orbital es de 763 ± 17 días (2,1 años).
Tiene una masa mínima equivalente a 2,6 veces la masa de Júpiter.
| Acompañante (En orden desde la estrella) | Masa (MJ)   | Período orbital (días) | Semieje mayor (UA) | Excentricidad |
| ---------------------------------------- | ----------- | ---------------------- | ------------------ | ------------- |
| 7 Canis Majoris b                        | > 2,6 ± 0,6 | 763 ± 17               | 1,9 ± 0,1          | 0,14 ± 0,06   |